# Monneville
Monneville település Franciaországban, Oise megyében. Lakosainak száma 769 fő (2022. január 1.). Monneville Chavençon, Fleury, Fresne-Léguillon, Ivry-le-Temple, Lavilletertre, Monts, Neuville-Bosc és Tourly községekkel határos.

## Népesség
A település népességének változása:
| Lakosok száma | 836  | 827  | 823  | 820  | 775  | 773  | 771  | 769  |
|               | 2013 | 2015 | 2017 | 2018 | 2019 | 2020 | 2021 | 2022 |